# Pete Seeger
Peter Seeger (født 3. maj 1919 i Patterson, New York, død 27. januar 2014 på Manhattan, New York) var en amerikansk sangskriver, folkesanger, forfatter, miljø- og fredsaktivist af tysk, engelsk, fransk, hollandsk og irsk afstamning.

## Familie
Far: Charles Louis Seeger Jr. (14. december 1886 – 7. februar 1979) var en amerikansk musikforsker, komponist, lærer og folklorist. Han var far til de amerikanske folkesangere Pete Seeger, Peggy Seeger (f. 1935) og Mike Seeger (1933-2009); og bror til digteren Alan Seeger (1888-1916) og børnebogsforfatteren og pædagogen Elizabeth Seeger (1889-1973). 
Pete Seegers forældre skilles i 1927, fordi de var uenige om Seegers musikalske uddannelse; han eksperimenterer med ukulele og afviser violinen.
I 1932 giftede Charles sig med sin kompositionsstuderende og assistent, Ruth Crawford (1901-1953)

## Sangene fra den spanske borgerkrig
Seeger havde været en brændende tilhænger af de republikanske styrker i den spanske borgerkrig. I 1943 indspillede han sammen med Tom Glazer og Bess og Baldwin Hawes et album med 78'ere kaldet Songs of the Lincoln Battalion på Moe Aschs Stinson-pladeselskab. Dette inkluderede sange som "Der er en dal i Spanien kaldet Jarama" og "Viva la Quince Brigada". I 1960 blev denne samling genudgivet af Moe Asch som den ene side af en Folkways LP kaldet Songs of the Lincoln and International Brigades. På den anden side var en genudgivelse af de legendariske Six Songs for Democracy (oprindeligt optaget i Barcelona i 1938, mens bomberne faldt), fremført af Ernst Busch og et kor af medlemmer af Thälmann-bataljonen, bestående af frivillige fra Tyskland. Sangene var "Moorsoldaten" ("Tørvemosesoldater", komponeret af politiske fanger fra tyske koncentrationslejre); "Die Thaelmann-Kolonne", "Hans Beimler", "Das Lied von der Einheitsfront" ("Sangen om Enhedsfront" af Hanns Eisler og Bertolt Brecht), "Lied der Internationalen Brigaden" ("De Internationale Brigaders Sang") , og "Los cuatro generales" ("De fire generaler").
Pete Seeger var soldat under anden verdenskrig 1942-1945 som Entertainment Specialist. 
Den amerikanske folkemusik under anden verdenskrig er genudgivet på antologien: That's Why We're Marching: World War II and the American Folk Song Movement. Smithsonian Folkways (SF CD 40021), 1996, herunder alle Pete Seegers indspilninger.
Pete Seegers mange pladeudgivelser er registreret af David King Dunaway: A Pete Seeger Discography: Seventy Years of Recordings. Scarecrow Press, 2010
I 1947 var han elev på Highlander Highschool i Tennessee,[kilde mangler] oprettet 1932 af Myles Horton, der i 1931 havde cyklet rundt mellem forskellige danske folkehøjskoler for at lade sig inspirere af højskoletanken.[kilde mangler] Highlander Highschools slagsang var "We Shall Overcome", som senere blev nært knyttet til Pete Seegers navn.[kilde mangler]

## Pete Seegers musikalske indflydelse
I 1950 var Pete Seeger med til at grundlægge folkemusiktidsskriftet Sing Out!
Pete Seeger var medstifter af folkemusikfestivallen Newport Folk Festival i 1959.
Rainbow Quest (1965–66) var en amerikansk tv-serie viet til folkemusik med Pete Seeger som vært. Den blev optaget på video i sort-hvid og viste musikere, der spillede i traditionelle amerikanske musikgenrer som traditionel folkemusik, gammeldags musik, bluegrass og blues. Showets titel er hentet fra teksten til en sang af Seeger "Oh, Had I A Golden Thread".[kilde mangler]
Hans viser og indspilninger var særlig populære i 1950'erne og 1960'erne og påvirkede en lang række protestsangere. Hans indspilninger er blevet populære igen, efter at han i 2008 blev foreslået til Nobels Fredspris.[kilde mangler]

## Karriere
Sammen med Woody Guthrie, Lee Hays og Millard Lampell dannede Pete Seeger The Almanac Singers i 1941.

Han var stærkt inspireret af den sorte folkemusiklegende Leadbelly. I 1949 dannede Seeger folkesangergruppen The Weavers sammen med Lee Hays og Ronnie Gilbert. De havde en række hits i 1950'erne. I 1958 gik han solo og han spillede guitar, banjo og andre musikinstrumenter.
På grund af sin kamp for borgerrettigheder, retfærdighed og fred var Seeger fra 1955 stemplet som samfundsfjendtlig kommunist og sortlistet  af hjemlandets McCarthyismen. Først da countrymusikeren Johnny Cash tog Seeger med i sit tv-show i begyndelsen af 1970'erne, kom han ind i varmen igen. Den endelige genrejsning og anerkendelse fra det officielle USA fulgte da præsident Bill Clinton overrakte ham en medalje i Det Hvide Hus i Washington. 
Pete Seeger Royal Albert Hall i 1961. 

Pete Seeger havde en lidet kendt forbindelse med Benjamin Britten. I 1955 blev Seeger dømt for foragt for Kongressen seks år efter, at han havde optrådt for the House Committee on Un-American Activities. Efter sin domfældelse og før hans vellykkede appel opnåede Seeger rettens tilladelse til at turnere England. I 1961 spillede han i Londons Royal Albert Hall i en koncert promoveret af den britiske "Pete Seeger Committee", som var blevet dannet for at støtte den udsatte musiker; Paul Robeson var præsident, den store balladesanger Ewan MacColl var formand, og sponsorerne var Doris Lessing, Sean O'Casey og ingen ringere end Benjamin Britten. Men selvom Seeger og Britten virker som en usandsynlig duo, er der en musikforbindelse: Britten satte og Seeger indspillede folkesangen The Water is Wide, også kendt som O Waly, Waly

## Sanger
Pete Seeger har været med til at skrive en lang række viser med udgangspunkt i amerikansk folkemusikalsk tradition, blandt andre "We Shall Overcome", "Where Have All the Flowers Gone" (Dansk udgave: Hvor er som'rens blomsterpragt Katy Bødtger 1963), "Turn! Turn! Turn!" og "If I Had a Hammer".
Pete Seeger, Folk Legend & FBI-mål: Afklassificerede dokumenter viser, at ikonisk sanger blev udspioneret i årtier. Demokrati nu! 22. december 2015
Den afdøde folkekunstner Pete Seeger var et musikalsk og politisk ikon, der var med til at skabe den moderne amerikanske folkemusikbevægelse. Nu er der nogle nye sider at tilføje til hans sangbog - regeringen har udgivet næsten 1.800 sider, der afslører, at FBI spionerede på ham i næsten 30 år. Overvågningen begyndte, da Seeger protesterede mod angreb på japanske amerikanere under Anden Verdenskrig. Det fortsatte indtil begyndelsen af 1970'erne, da han skrev nogle af de mest berømte antikrigssange i det 20. århundrede. 
Ved Vietnam Moratorium-marchen den 15. november 1969 i Washington, DC, ledede Seeger 500.000 demonstranter i at synge John Lennons sang "Give Peace a Chance", da de samledes over for Det Hvide Hus. Seegers stemme bar hen over mængden og blandede sætninger som "Are you listening, Nixon?" mellem korene af demonstranter, der synger: "Alt, hvad vi siger ... er at give fred en chance." 

Som musikforsker har han samlet folkelig musik fra USA og formidlet den til eget guitar- og banjoakkompagnement.[kilde mangler]

## Arkiv
Seeger family collection, 1846-2010. The Library of Congress

Seeger Family Collection dokumenterer den banebrydende musikforsker Charles Louis Seegers liv og karriere; hans anden hustru, den modernistiske komponist Ruth Crawford Seeger; deres ældste datter, folkesanger og sangskriver Peggy Seeger; og hendes mand, dramatiker, sanger og sangskriver Ewan MacColl gennem deres musikmanuskripter, personlige og professionelle papirer og korrespondance. Samlingen omfatter også papirer vedrørende Crawford-familien og materialer forbundet med Pete Seeger, Mike Seeger, andre Seeger-familiemedlemmer og Seeger/MacColl-familiemedlemmer.